# Vestbjerg
Vestbjerg is een plaats in de Deense regio Noord-Jutland, gemeente Aalborg. De plaats telt 2289 inwoners (2008).